# Campeonato de Francia de Rugby 15 1993-94
El Campeonato de Francia de Rugby 15 1993-94 fue la 95.ª edición del Campeonato francés de rugby.
El campeón del torneo fue el equipo de Toulouse quienes obtuvieron su decimoprimer campeonato.

## Desarrollo

### Primera fase
| - CA Bègtles-Bordeaux - Castres - Montferrand - Bayonne - Brive - Rumilly - RRC Nice - Périgueux - Auch - Toulouse - Grenoble - Dax - Stadoceste tarbais - Dijon - Mon de Marsan - Avenir Valencien | - Agen - Biarritz - Bourgoin-Jallieu - Narbonne - Nîmes - Pau - Lourdes - Graulhet - Perpignan - Racing Paris - Colomiers - RC Toulon - Stade bordelais UC - Montpellier - Béziers - Lyon OU |

### Top 16
| - Toulouse - Narbonne - CA Bègles-Bordeaux - Colomiers - RC Toulon - Agen - Bayonne - Auch | - Grenoble - Montferrand - Racing Paris - Biarritz - Dax - Bourgoin-Jallieu - Perpignan - Castres |

### Cuartos de final
| mayo de 1994 | Dax | 18 - 9 | Bourgoin |  |  |

| mayo de 1994 | Montferrand | 12 - 3 | Toulon |  |  |

| mayo de 1994 | Toulouse | 26 - 12 | Narbonne |  |  |

| mayo de 1994 | Grenoble | 15 - 11 | Agen |  |  |

### Semifinal
| 21 de mayo de 1994 | Montferrand | 22 - 15 | Grenoble |  |  |

| 21 de mayo de 1994 | Toulouse | 30 - 25 | Dax |  |  |

### Final
| 28 de mayo de 1994 | Toulouse | 22 - 16 | Montferrand | Parc des Princes, París |  |

| Bandera de Francia   |
| Campeón Toulouse     |
| Décimo primer título |